# ТЕС Хемвег
52°24′18.2″ пн. ш. 4°50′41.2″ сх. д. / 52.405056° пн. ш. 4.844778° сх. д.
ТЕС Хемвег — теплова електростанція у Нідерландах, в північній частині Амстердама.
Будівнцитво перших електрогенеруючих потужностей на площадці ТЕС розпочалось у 1948 році. За період з 1952 по 1955 тут ввели в експлуатацію чотири енергоблоки, призначені для спалювання кам'яного вугілля, потужністю по 52,5 МВт. Невдовзі після відкриття у Нідерландах гігантського газового родовища Гронінген почала розвиватись розрахована на нього енергетика. Зокрема, у 1966 та 1968 роках в Хемвег спорудили два конденсаційні енергоблоки потужністю по 125 МВт. В 1978-му до них додали Хемвег-7 потужністю 511 МВт, що дозволило у тому ж році демобілізувати перші вугільні блоки. А в 1989 році останній блок модернізували шляхом додавання газової турбіни. Створений таким чином парогазовий блок комбінованого циклу мав потужність 599 МВт та зберігав свій основний паровий котел ((можливо відзначити, що подібні операції в кінці 1980-х провели й на інших нідерландських ТЕС, як то Flevo Maxima та Lage Weide).
В 1994 році на площадці Хемвег спорудили енергоблок № 8 потужністю 650 МВт, знов розрахований на використання кам'яного вугілля (після чого у 1995-му демобілізували блоки № 5 та № 6). У 2006 році на ньому провели модернізацію, яка дозволила домішувати у паливо частину біомаси, а також встановили систему вловлювання оксидів азоту, що значно зменшила емісію шкідливих речовин.
Нарешті, у 2012 році ввели в експлуатацію блок Хемвег-9, споруджений за технологією комбінованого парогазового циклу та розрахований на використання природного газу. У його складі встановили турбіни компанії Siemens: газову SGT5-4000F потужністю 292 МВт та парову SST5-5000, які разом забезпечують 435 МВт електричної потужності. Крім того, блок запроектований для роботи в режимі теплоелектроцентралі, хоча одразу після запуску від ще не здійснював постачання теплової енергії. Як і у попередніх випадках, поява Хемвег-9 дозволила вивести з експлуатації старі потужності — у січні 2013-го демобілізували Хемвег-7. Втім, газова турбіна із його складу залишилась як засіб покриття пікових потреб.
Станом на 2017 рік також прийнято рішення уряду про закриття Хемвег-8, що має допомогти в досягненні запланованого рівня зниження викидів діоксиду вуглецю. Таке директивне закриття також означає необхідність виплати відповідної компенсації власнику станції.